# 13117 Pondicherry
13117 Pondicherry (1993 TW38) là một tiểu hành tinh vành đai chính được phát hiện ngày 9 tháng 10 năm 1993, bởi E. W. Elst ở Đài thiên văn Nam Âu.